# ロバート・マンデル (映画監督)
ロバート・マンデル（英: Robert Mandel）はカリフォルニア州オークランド出身の映画監督である。

## キャリア
マンデルは子供時代をニューヨーク市のクイーンズ区で過ごした。その中で、劇場での仕事に関心を持つようになった。1970年代初頭、マンデルはバックネル大学に通いながら、マンハッタンの劇場で演出の仕事を始めた。
1970年代後半、マンデルはコロンビア大学で芸術学を学び、より高度な技術を身に着けるためにアメリカン・フィルム・インスティチュートが運営する学校に移籍した。1979年、マンデルは卒業制作「Night at O'Rears」でヒッチコック賞を受賞した。同作はいくつかの映画祭で賞を獲得した。

## 作品

### 映画
- 夢追いかけて Independence Day (1983)
- F/X 引き裂かれたトリック F/X Murder by Illusion (1986)
- シカゴ・ラプソディー Touch and Go (1986)
- ビッグ・ショット Big Shots (1987) 兼製作
- 青春の輝き School Ties (1992)
- 野獣教師 The Substitute (1996)
- 王様と私 ザ・アニメーション The King and I (1999)

### テレビ映画
- 狙われた証言 Perfect Witness (1989)
- ホーンテッド・ハウス The Haunted (1991)
- GNNスペシャル・レポート/火星への出発(たびだち) Special Report: Journey to Mars (1997)
- WW3/ワールド・ウォー3 WW 3 (2001)
- デフ・レパード ヒステリア・ストーリー Hysteria: The Def Leppard Story (2001)
- 素顔のゾーイ The Secret Life of Zoey (2002)

### テレビドラマ
- X-ファイル The X-files (1993) シーズン1第1話「序章」の監督
- ザ・プラクティス ボストン弁護士ファイル The Practice (1998)  シーズン2第8話「窮地」の監督
- 刑事ナッシュ・ブリッジス Nash Bridges (1997-2000) 計6話の監督
- プリズン・ブレイク Prison Break (2005) シーズン1第6話「悪魔の孔（あな）Part1」の監督
- LOST Lost (2005) シーズン1第19話「啓示」の監督